# 平澤太
平澤 太（ひらさわ ふとし、1970年11月-）は、さいたま市出身の環境デザイナー、クリエイティブディレクター。主に国内外の商環境デザイン、住環境デザイン、エキシビションデザインなどを手がけている。

## 略歴
- 2000年、商業施設の企画設計会社、デザインプロダクションを経て独立。
- 2004年、ディベロッパーの外部プランナー、大規模プロジェクトの外部デザインディレクターを経験した後、空間デザイン事務所として平澤太デザイン計画機構を東京・日本橋に設立。
- 2009年、より広域の環境デザインを行うクリエイティブプロダクションとして株式会社デザインカフェを設立。[3][4]

## 人物
文房具やガジェット対する造詣が深く、自身のブログでの紹介に留まらず、文房具に関連した書籍のインタビューでは、筆記具の使い方やブロックメモの活用方法など、愛好家ならではのユニークな活用法、視点で紹介されている。。また、ブロックメモ「ロディア (文房具)」が日本に正規輸入される前から愛用していたユーザーとして著名。 ブログ黎明期から、自身に関連するデザイン＆ライフスタイル中心のエントリーを高いクオリティーで発信していたブロガーとしても有名である。JAPAN BLOG AWARD 2008 ノミネート・ファイナリスト。

## 主な作品
- 久米繊維工業  本社プレスルーム
- パルコ P'PARCO B1環境デザイン
- トーソー JAPANTEX2010 & EXPO DECO Shaghai 2011  エキシビションデザイン
- 株式会社グローバル・エルシード ウィルローズヒルズ赤塚公園マスタープラン・基本デザイン
- 株式会社グローバル・エルシード ウィルローズテラス石神井公園マスタープラン・基本デザイン

## 活動
- 一般社団法人日本空間デザイン協会（DSA）
- 一般社団法人日本フードビジネスコンサルタント協会（FBCJ）

## 新聞・書籍掲載
- 国内
  - 年鑑日本の空間デザイン2007 六耀社
  - 年鑑日本の空間デザイン2009 六耀社
  - 年鑑日本の空間デザイン2010 六耀社
  - 年鑑日本の空間デザイン2011 六耀社
  - 年鑑日本の空間デザイン2012 六耀社
  - 年鑑日本の空間デザイン2013 六耀社
  - 年鑑日本の空間デザイン2014 六耀社
  - 年鑑日本の空間デザイン2015 六耀社
  - 年鑑日本の空間デザイン2016 六耀社
  - 商店建築（商店建築社）2011.7月号商店建築社
  - Designers File 2017 "Designcafe-Inc[7]
  - Designers File 2019 "Designcafe-Inc"[8]
  - Creative Exhibition Booth（アルファブックス/アルファ企画）[9]
  - Smallshop Interior Design（アルファブックス/アルファ企画）[10]  
  - 日経MJ・日経流通新聞 日本経済新聞社 2008年4月23日号 （インタビュー1P掲載）
  - フランス生まれのブロックメモ RHODIA その魅力と活用術（著者：戸田覚） ソシム
  - 文具上手（著者：土橋正） 東京書籍

- 海外
  - SHOW TIME -EXTHIBITION AND STAGE DESIGN- Sendpoint Books P68~71、P76~81

## 受賞歴
- 2014年 CSデザイン賞：中川ケミカル賞
- 2014年 SDA賞：入選
- 2014年 DSA 空間デザイン賞：入賞
- 2013年 DSA 空間デザイン賞：入賞
- 2011年 DDA デザイン賞：入選
- 2010年 DDA デザイン賞：入選
- 2009年 DDA デザイン賞：入選
- 2008年 DDA デザイン賞：入選
- 2006年 AICA ショップデザインコンテスト：特別賞
- 2006年 HKDC Design For Asia Awards2006：ノミネート
- 2006年 JCD デザインアワード：入選・Best100

- 2013年 タイポグラフィー年鑑：入選
- 2011年 タイポグラフィー年鑑：入選
- 2010年 タイポグラフィー年鑑：入選
- 2007年 JAGDA Graphic Design in Japan 2007：入選
- 2007年 タイポグラフィー年鑑：入選